# Karl Heilbronner
Karl Heilbronner (ur. 21 listopada 1869 w Norymberdze, zm. 8 września 1914 w Utrechcie) – niemiecki lekarz psychiatra.

## Życiorys
Uczęszczał do szkoły elementarnej w Norymberdze, potem do gimnazjum w Monachium. Studiował medycynę na Uniwersytecie Ludwika i Maksymiliana w Monachium; tytuł doktora medycyny otrzymał w 1893 roku. Następnie przez krótki czas był wolontariuszem w Instytucie Senckenberga we Frankfurcie, gdzie uzupełniał wiadomości z zakresu anatomii. Od 1893 do 1898 roku był asystentem Carla Wernickego w Klinice Psychiatrycznej i Chorób Nerwowych we Wrocławiu. W 1898 roku został ordynatorem kliniki psychiatrii i neurologii w Halle. W 1901 roku został profesorem. W 1903 roku powołany na katedrę psychiatrii Uniwersytetu w Utrechcie, gdzie zastąpił Theodora Ziehena.
Zmarł na zawał serca w 1914 roku. Wspomnienia o nim napisali Liepmann, Bonhoeffer i Kehrer.

## Dorobek naukowy
Zajmował się głównie asymbolią, apraksją, organicznymi przyczynami chorób psychicznych. Był zwolennikiem tezy o nierozdzielności psychiatrii i neurologii. Opisał tak zwany objaw Heilbronnera w paraliżu postępowym.

## Wybrane prace
- Über Krankheitsdauer und Todesursachen bei der progessiven Paralyse. 1893
- Aphasie und Geisteskrankheit. Schletter., 1896
- Über Asymbolie. Schletter, 1897
- Rückenmarksveränderungen bei multipler Neuritis der Trinker. Karger, 1898